# معركة السخنة
معركة السخنة هي معركة وقعت في يومي 9-10 أبريل (نيسان) 2020 في بلدة السخنة الواقعة بمحافظة حمص في سوريا خلال الحرب الأهلية السورية.

## التسلسل الزمني للأحداث
واصلت قوات تنظيم الدولة الإسلامية في العراق والشام (داعش) هجماتها على القرى والبلدات الواقعة في منطقة البادية السورية وفي محافظة حمص ومحافظة دير الزور، حتى بعدما خسر التنظيم آخر المدن التي كان يسيطر عليها في سوريا في عام 2019. وفي أكتوبر (تشرين الأول) 2019، هاجم مقاتلو تنظيم الدولة الإسلامية بلدة السخنة التابعة لمحافظة حمص، والتي كان يسيطر عليها الجيش السوري منذ عام 2017. وفي ديسمبر (كانون الأول) 2019، هاجم مقاتلو التنظيم ثلاث منشآت للنفط والغاز في البلدة، ما أسفر عن مقتل 13 مقاتلًا من الجيش السوري والقوات الموالية للنظام السوري بالإضافة إلى أربعة مدنيين. شن مقاتلو تنظيم الدولة الإسلامية بعد ذلك هجومًا كبيرًا على بلدة السخنة في 9 أبريل (نيسان) 2020، وتمكنوا من تعطيل عدة مواقع يسيطر عليها الجيش السوري على أطراف البلدة، ثم واصلوا اجتياح البلدة وتمكنوا من السيطرة على عدة أحياء داخلها قبل أن يتدخل سلاح الجو الروسي لدعم قوات الجيش السوري في الاشتباكات. وفي اليوم التالي، تلقت قوات الجيش السوري تعزيزات، وتمكنت من استعادة السيطرة على الأحياء التي كانت قد سقطت في أيدي مقاتلي داعش في اليوم السابق.

## الخسائر البشرية
كان الهجوم الذي تعرضت له بلدة السخنة على أيدي مقاتلي تنظيم الدولة الإسلامية هو الأكثر دموية في محافظة حمص منذ ديسمبر (كانون الأول) عام 2019 وفقًا لما أعلنه المرصد السوري لحقوق الإنسان، فقد أودت المعركة بحياة ما لا يقل عن 27 مقاتلًا من قوات الجيش السوري والقوات الموالية لنظام بشار الأسد، و22 مقاتلًا من المنتمين لتنظيم الدولة الإسلامية. وحسبما جاء في تقارير المرصد السوري لحقوق الإنسان فقد تسبّبت جميع المعارك التي وقعت في منطقة البادية السورية في الفترة ما بين 24 مارس (آذار) 2019 و25 أبريل (نيسان) 2020 في مقتل ما لا يقل عن 494 قتيلًا من قوات الجيش السوري والقوات الموالية للنظام السوري الموالين، بما في ذلك 127 مقاتلًا من مقاتلي القوات الأجنبية الموالية لإيران، و149 مقاتلًا من المنتمين لتنظيم الدولة الإسلامية.
وفي ليلة 3 يوليو (تموز) 2020، شن تنظيم الدولة الإسلامية هجومًا جديدًا بالقرب من بلدة السخنة. وخلال 48 ساعة فقط من بدء الهجوم، تسبّبت الاشتباكات في مقتل ما لا يقل عن 20 قتيلًا في صفوف قوات الجيش السوري والقوات الموالية لها، و31 قتيلًا في صفوف تنظيم الدولة الإسلامية. وبشكل عام، كشف المرصد السوري لحقوق الإنسان بعد ذلك أن ما لا يقل عن 94 مقاتلًا من قوات الجيش السوري والموالين لهم و85 مقاتلًا من تنظيم الدولة الإسلامية قد لقوا حتفهم خلال شهري يونيو (حزيران) ويوليو (تموز) 2020 في منطقة صحراء البادية السورية.